# Akio Suyama
Akio Suyama (陶山 章央?, Suyama Akio; Toyonaka, 8 luglio 1968) è un doppiatore giapponese, affiliato con l'agenzia Sigma Seven. È principalmente conosciuto come doppiatore del personaggio di Ichirō Ōgami in Sakura Wars e Hige in Wolf's Rain.

## Ruoli
- Perio/Pete in Gekijōban dōbutsu no mori
- Ichirō Ōgami in Sakura Wars
- Bubble Man in Super Adventure Rockman
- Hokuto's Lackey in Cromartie High School
- Hatsuharu Sohma in Fruits Basket
- Hige in Wolf's Rain
- Isaaru in Final Fantasy X e Final Fantasy X-2
- Roy in Unlimited SaGa
- Blizzardman in Megaman NT Warrior
- Patrick and various extras Galaxy Angel
- Sakomizu Kaiji in My-HiME
- Kazama Hiroto in Kirarin Revolution
- Babet in Les Misérables: Shōjo Cosette
- Grubb in Konjiki no Gash Bell!!
- Gamao in Yes! Pretty Cure 5
- Kotarou/Makora in Samurai Deeper Kyo
- Kevin Smith Prince of Tennis
- Decus in Tales of Symphonia: Dawn of the New World
- Cytomander in Tengen Toppa Gurren Lagann
- Naoya Imaizumi in Detective Conan: Il caso Mirapolis
- Yamagi Kushida in The Candidate for Goddess
- Waffle Ryebread in Tail Concerto
- Zagi in Tales of Vesperia
- Petruchio in Romeo × Juliet
- Harpie's Brother/Birdman in Yu-Gi-Oh! GX
- Johnny McBeal in Yumeiro Pâtissière
- Sorata Arisugawa in Tsubasa Reservoir Chronicle
- Dr. Sanda e Seijiro Sanda in Mighty No. 9
- Zamza in Infinity Strash - Dragon Quest: The Adventure of Dai